# Indonemoura pieli
Indonemoura pieli är en bäcksländeart som först beskrevs av Wu, C.F. 1938.  Indonemoura pieli ingår i släktet Indonemoura och familjen kryssbäcksländor. Inga underarter finns listade i Catalogue of Life.